# Salatínsky potok (dopływ Ľupčianki)
Salatínsky potok – potok, lewy dopływ potoku Ľupčianka na Słowacji. Jego zlewnia znajduje się w Dolinie Lupczańskiej (Ľupčianska dolina) w Niżnych Tatrach. Wypływa pod północno-wschodnimi stokami Salatína i spływa w kierunku północno-wschodnim głęboką doliną, początkowo w kierunku północnym, potem północno-wschodnim. Lewe zbocza tej doliny tworzy grzbiet Salatína ze szczytami  Malý Salatín i Sliačska Magura, prawe Salatínka ze szczytem Šlosiar.
Jest to ciek wodny IV rzędu o długości 3,7 km. Dawniej miał nazwę Salatinka lub Salatínka. Uchodzi do Ľupčianki na wysokości około 670 m, tuż przed miejscem, w którym tworzy ona przełom między szczytami Šliacska Magura i Predná Magura.
Cała zlewnia potoku znajduje się w granicach Parku Narodowego Niżne Tatry i obejmuje tereny porośnięte lasem, oraz skaliste, wapienne stoki Salatína porośnięte bogatą roślinnością wapieniolubną i kosodrzewiną. Górna część lewych zboczy doliny podlega jeszcze bardziej ścisłej ochronie – znajduje się w granicach ścisłego rezerwatu przyrody Salatín.